# Història del Rajasthan
La història del Rajasthan comença amb la civilització de la vall de l'Indus que es va estendre per part de l'estat actual, i Kalibangan, al districte d'Hanumangarh, que fou un centre destacat d'aquesta cultura.

## Antiguitat
S'han trobat dues inscripcions en roques del temps d'Asoka, vers la meitat del segle iii aC, a Bairat, a la part nord-est, cosa que indicaria que el seu regne arribava fins aquesta zona, almenys per l'oest; després hi arribaren els grecobactrians i entre les seves conquistes s'esmenta l'antiga ciutat de Nagari (Madhyamika), prop de Chitor, i el territori a l'entorn dels rius Kali i Sind; es van trobar al sud-est, a la zona del que fou el principat de Mewar, monedes dels reis Menandre (segona meitat del segle ii aC) i Apol·lodot II (primera meitat del segle I aC).
Vers el 10 dC el Regne grec de l'Índia, centrat al Panjab oriental, fou eliminat pel rei indoescita Rajuvula. Els indoescites o sakes van dominar Rajputana fins que al seu torn foren eliminats pels kushana, una tribu del Yuezhi, sota Kozula o Kujula Kadfises (mitjan segle I); el seu fill Vima Takto i el net Vima Kadfises van dominar tot el nord-oest de l'Índia vers 80-100; a l'entorn del 100 va pujar al tron el seu fill Kanishka I sota el qual el poder dels kushana arriba al cim. Les monedes dels kushana porten imatges de deïtats zoroastrianes, gregues i hindús.
A la part sud governaven els ksàtrapes occidentals escites, entre els quals el famós Rudradaman I (vers el 130-150), que se sap que dominava Malwa i la regió de Mewar (llavors anomenada Maru) mercès a una inscripció a Ginar (datada vers el 150).
A Kanishka el van succeir Hushka (Huvishka) i Jushka (Vasudeva); sota aquest darrer els dominis kushana a la vall de l'Indus i Afganistan es van perdre i finalment vers el 240 s'hi establí el poder sassànida amb els indosassànides o kushanshahs (virreis dels kusans). Durant el segle IV els kushanshas desapareixen sota les invasions dels huns kidarites (coneguts pels xinesos com ki-to-lo, pels indis com hunes, i anomenats també Yuezhi menors) que després foren coneguts com a huns vermells del sud, i al segle V pels huns heftalites (huns blancs o occidentals) o indoheftalites.
La dinastia gupta de Magadha va governar una part del Rajasthan vers el final del segle IV fins al segle vi, però finalment foren derrotats pels huns blancs o heftalites.
El rei heftalita Toramana governava a l'inici del segle vi i el va succeir el seu fill Mihirakula; van tenir capital a Sagala i van dominar l'Índia del nord; Mihirakula feu una política de persecució del budisme, cosa que segurament va contribuir a la seva caiguda i el 542 havia estat expulsat del nord de l'Índia i, segons el Rajataringini, s'havia refugiat a Caixmir i al Panjab amb capital a Sialkot fins que finalment fou enderrocat a Karor el 544.
A la primera meitat del VII Harshavardhana, un rajput del clan bais o vaisha, regia a Thanesar i Kanauj, i va conquerir el territori del sud fins al Narmada, incloent-hi la major part de Rajputana. En aquest temps el país fou visitat pel pelegrí budista xinès Hiuen Tsiang (629-45). Rajputana va quedar dividida en quatre parts principals: Gurjara (Bikaner i tota la part occidental i part del Shekawati), Vadari (el sud i part del centre), Bairat (Jaipur, Alwar, i Tonk o regió centre-oriental) i Muttra (la part oriental amb Bharatpur, Dholpur i Karauli). Kotah, Jhalawar i part del que fou l'estat de Tonk formaven part del Regne d'Ujjain.

## Edat mitjana

### Dinasties rajputs
Entre el segle VII i el XII va ser el temps de les dinasties rajputs. La primera fou la dels gahlots o sesòdies, procedents del Gujarat, que van ocupar la part sud-oest del Mewar; la seva primera inscripció a Rajputana data del 646. Els van seguir els parihars, que van governar a Mandor (al que després fou Jodhpur) a la segona meitat del segle VII. Al segle VIII hi arribaren els chauhans i els bhatis, que es van establir a Sambhar i a Jaisalmer, respectivament. Els paramares no hi vingueren fins al segle X; al mateix temps els solankis es feren poderosos a la part sud-oest. De tots aquests clans només tres en conservaren un poder apreciable, fins a la independència de l'Índia, els sesòdies, els bhatis i els chauhans; i només els dos primers es van mantenir a les seves localitats inicials. Els chauhans es van desplaçar gradualmente cap al sud-est; els altres clans que establiren el seu poder a la regió foren els jadons (a Karauli) a mitjan segle xi, i els kachwahes, que van arribar al que després fou Jaipur, des de Gwalior el 1128; els rathors de Kanauj es van establir a Marwar a l'inici del segle xiii.

### Invasions i lluites contra els musulmans
La primera invasió musulmana s'hi produí a Gazni entre el 1001 i el 1026. Mahmud de Gazni va trobar nissagues rajputs en totes les principals ciutats del nord de l'Índia, com Lahore, Delhi i Kanauj. Els gaznèvides van creuar victoriosos el país rajput, però encara que van enderrocar temporalment els solankis, no van restar al territori.
Els clans rajputs van passar els següents anys en lluita, especialment contra els solankis i els chauhans, i entre aquests darrers i els rathors de Kanauj. Això va afectar la seva capacitat de resposta a una nova invasió que es va produir sota la direcció de Shihab al-Din Muhammad de Ghor (després sultà gúrida Muizz al-Din Muhammad, 1203-1206) als darrers anys del segle xii. Els chauhans, tot i les seves lluites anteriors, hi van presentar una ferotge resistència fins que foren expulsats de Delhi i Ajmer el 1193; Kanauj fou ocupada el 1194. El general esclau turc Aybak Kutb al-Din va establir una guarnició a Ajmer i progressivament van anar reduint tot el territori, assegurant les comunicacions naturals de Rajputana i Gujarat al sud-oest i del Jumna al nord-est, empenyent els clans cap als districtes perifèrics on un territori menys favorable oferia una segona línia de defensa.
Al segle xiii la rica província de Malwa fou annexionada al Sultanat de Delhi i al començament del XIV Ala al-Din Muhammad Shah I Khalji (1296-1316) va sotmetre les dinasties rajputs al Gujarat, territori que també va passar al sultanat; al mateix temps també va conquerir Ranthambhor, una famosa fortalesa a la part oriental del Rajasthan, i va saquejar Chitor (Chittor, Chittaur), capital dels sesòdies. Encara que els sultans de Delhi envaïen sovint el territori i saquejaven, mataven i esclavitzaven els habitants, no van afectar mai seriosament la independència dels rages rajputs. Cada fortalesa fou defensada desesperadament i, si era conquerida, no podia ser conservada. Els rajputs van aconseguir mantenir independent el seu país tot i les dissensions internes i estar rodejats per territori musulmà; no obstant això, la línia de comunicacions entre Delhi i Gujarat, per Ajmer, va estar habitualment oberta pels exèrcits musulmans, i els rajputs van perdre per un temps molts dels gran forts que dominaven la seva frontera oriental, la més exposada, i van haver de recular lleugerament, però no prou per poder dir que els musulmans dominaven el país. Chitor que fou ocupada, fou reconquerida i altres fortaleses canviaven sovint de mans.
Quan la dinastia tuglúquida s'enfonsà al final del segle xiv sota l'atac de Tamerlà, que va saquejar Delhi, es van establir sultanats musulmans separats a Malwa i Gujarat. Durant el segle xv la lluita entre aquests dos sultanats i els rajputs fou contínua. A l'inici del segle xvi hi hagué una brillant renaixença del poder rajput perquè la dinastia Lodi tenia conflictes interns i els sultanats de Gujarat i Malwa estaven en guerra entre si. Llavors sorgí la figura de Rana Sangram Singh (Rana Sanga) de Mewar, cap dels sisòdies; el seu valor i capacitat militar van portar els rajputs a eixamplar els seus dominis i aconseguí una certa hegemonia a l'Índia central; ajudat per Medini Rao, cap de Chanderi, va lluitar victoriosament contra Malwa i Gujarat i el 1519 capturà el sultà Mahmud II; el 1526, aliat a Gujarat, va sotmetre totalment Malwa i annexionà als seus dominis les províncies orientals d'aquest estat, i recuperà totes les fortaleses de la seva frontera oriental com Ranthambhor i Khandhar. Rana Sanga deixà de ser un simple cap de clan (rana) per esdevenir gran rei (maharana). No governà gaire temps (1509-1528) i la seva grandesa ja no fou igualada. Un mes abans de la conquesta de la capital de Malwa, Ujjain, el mogol Baber de Kabul i Kandahar va conquerir Delhi i liquidà la dinastia Lodi afganesa. Rana Sanga ho aprofità per a conquerir Bayana, de la qual expulsà la guarnició musulmana; Baber va avançar al seu encontre: el xoc tingué lloc a Khanua o Khanwa (prop de Bharatpur) el març de 1527 i el rana fou totalment derrotat; en la batalla va morir Hasan Khan, el cap del país Mewati i altres destacats caps rajputs. Rana Sanga va morir poc de temps després (1528).

## Edat moderna

### Domini mogol
El 1534 Bahadur Shah Gujarati de Gujarat va conquerir Chitor i va recuperar tot el que el maharana havia arrabassat a Malwa; l'hegemonia dels sesòdia o sisòdia fou transferida als rathors, a l'oest, on Rao Maldeo va esdevenir el més poderós dels diversos caps rajputs. La lluita que començà aviat entre Humayun (fill i successor de Baber el 1530) i l'afganès Sher Khan (Sher Shah Suri) va relaxar la pressió de Delhi sobre els clans rajputs i Maldeo va poder incrementar els seus dominis. El 1544 Maldeo fou atacat per Sher Shah Suri, però li va presentar batalla prop d'Ajmer i la jornada fou tan sagnant que Sher Shah va desistir de continuar atacant territori rathor i es va dirigir al sud cap a Mewar i cap al Bundelkhand, on va morir finalment en el setge del fort de Kalinjar.
Humayun recuperà el poder el 1555 i va morir el 1556. Li va succeir el seu fill Akbar el Gran. No gaire després de la seva pujada al poder atacà al rathor Maldeo i va reconquerir Ajmer i altres fortaleses i ciutats importants. Abans de morir (1562) va haver de reconèixer la sobirania imperial. Akbar decidí organitzar tota la regió. Chitor fou assetjada i conquerida amb una final tràgic tradicional (una sortida desesperada en què tots els defensors morien); encara que els sesòdies no foren formalment sotmesos, quedaren reduïts a una guerra de guerrilles a les muntanyes Aravalli. A l'est el cap kachwaha d'Amber entrà al servei de l'emperador, i els chauhans de Bundi estaven terroritzats i procuraven la conciliació; van rendir el fort de Ranthambhor, la clau del país rajput, i van entrar sota la sobirania imperial com la resta de caps menors.
Akbar va agafar com a ostatges les dones i filles de les dues cases principals rajputs; va donar a aquests caps un alt rang dins del seu exèrcit i els envià amb contingents a fronteres distants; en general va tenir èxit en el reclutament de rajputs (excepte els sisòdies), no sols com a tributaris sinó com a partidaris. Jahangir va establir els seus quarters a Ajmer, d'on va atacar personalment els sisòdies que havien derrotat al Mewar als seus generals. Finalment va aconseguir el 1614 la submissió de Rana Amar Singh d'Udaipur, que no obstant això no es va presentar personalment; encara que mai un rana havia anat a la cort mongol, l'estat si que hi havia enviat regularment els contingents militars establerts a l'exèrcit imperial, i l'associació a la política imperial fou en alguns moments molt intensa.
Els caps rajputs en general van entrar al servei imperial i serviren com a governadors i generals: es diu que en un moment donat i havia 47 contingents de cavalleria rajput; les càrregues de la cavalleria rajput van esdevenir famoses en les guerres de l'imperi. Tant Jahangir com Shah Jahan eren fills de mares rajputes i el segon, quan va estar exiliat, fou acollit i protegit a Udaipur fins que va pujar al tron. Els llaços de parentiu d'aquests emperadors amb els clans rajputs els ajudà considerablement per pujar al poder i la seva sang índia va atenuar el seu fanatisme religiós i el rebuig dels mogols envers els naturals de l'Índia. Quan Xa Jahan es posà malalt els caps rajputs van participar en les lluites entre els seus fills pel tron i molts van donar suport a Dara Shukoh, que era fill de mare rajput. Raja Jaswant Singh de Jodhpur fou derrotat amb gran mortaldat el 1658 a Fatehabad, prop d'Ujjain, quan intentava aturar Aurangzeb en el seu avanç cap a Agra.
Aurangzeb utilitzà els rajputs en les guerres llunyanes. Els rajputs també van complir els seus deures a la capital, però Aurangzeb era massa fanàtic en religió per mantenir l'ascendent sobre els rajputs, adquirit pels seus antecessors. Al final del seu regnat feu la guerra (sense èxit) contra els sisòdies de Mewar o Udaipur i va devastar parts de la Rajputana; els sisòdies i rathors units li van fer front i abans de morir havia alienat tots els clans.

### Restabliment de la independència
Quan Aurangzeb va morir el 1707 els rajputs van prendre en general partit per Xa Alam Bahadur, fill de mare rajput, que devia el seu èxit als seus parents de clan. En aquest temps els rajputs van intentar formar una lliga per la seva pròpia defensa mitjançant una aliança entre els poderosos clans sisòdia, rathor i kachwaha. Ajit Singh de Jodhpur expulsà la guarnició imperial, i recuperà la independència i el 1708 es formà l'aliança entre Jodhpur, Udaipur i Jaipur contra els mogols. Després d'una victòria dels aliats el 1709 a Sambhar, Bahadur Shah I signà la pau.
En la descomposició de l'imperi que va seguir, els sobirans de Jodhpur i Jaipur van aprofitar no sols per a mantenir el seu domini sinó per incrementar-lo. Quan després Ajit Singh es va negar a fer homenatge a l'emperador Farrukhsiyar, Jodhpur fou envaït pels Germans Sayyids que governaven l'imperi en nom de Farrukhsiyar i el sobirà rathor va haver de donar una filla en matrimoni a l'emperador titular, mentre el príncep hereu Abhai Singh fou portat com a ostatge a Delhi; Ajit va haver d'anar a la cort imperial.
A la mort de l'emperador el 1719, Ajit Singh va retornar a Jodhpur (1720) i, morts els germans Sayyid, en el tumult que va seguir, es va apoderar d'Ajmer el 1721, on va encunyar moneda amb el seu nom, però al cap de dos anys va haver de rendir la ciutat a Muhammad Shah de Delhi. Mentre Abhai Singh es va convèncer que la política del seu pare portava a la destrucció de l'estat i va decidir assassinar-lo, va convèncer de fer el crim al seu germà Bakht Singh, que el va portar a terme el 1724.

### Primera intervenció maratha
Abhai Singh fou proclamat maharaja i regnà 26 anys. El 1731 feu un gran servei a l'emperador Muhammad amb la conquesta d'Ahmedabad i la derrota del rebel Sarbuland Khan. L'aliança defensiva rajput es va mantenir o renovar quan es produí la invasió de Nàdir-Xah Afxar de Pèrsia el 1738, que portà la confusió a tot el nord-oest de l'Índia. Es va fer un tractat pel qual en la successió dels sobirans rathors i kachwahes els fills de princeses sisòdies serien preferits sobre els altres, però aquest acord fou una de les causes del trencament de l'aliança quan la successió de Jodhpur entrà en litigi després de la mort d'Abhai Singh el 1750 i el va succeir el seu fill Ram Singh, que el 1752 fou enderrocat pel seu oncle Bakht Singh: hagué de fugir a Ujjain, on es va trobar amb el maratha Jayappa Rao Scindia (1745-1755), amb el qual va planificar recuperar el poder; llavors (1753) va morir Bakht Singh, enverinat probablement per un familiar proper (una tia o una neboda, l'esposa del maharaja de Jaipur) i el succeí el seu fill Bijai Singh. Amb el suport dels marathes, Ram Singh derrotà el seu cosí a Merta el 1756 i va assolir el poder per segon cop; però fou abandonat pels marathes, que pel seu servei van rebre el fort i districte d'Ajmer i un tribut triennal.

### Segona intervenció maratha
Mentrestant continuava la descomposició de l'imperi: afganesos (al 1747), sikhs, jats, governadors rebels i aventurers militars es van repartir els antics dominis imperials. Els jats van aprofitar molt bé l'enfonsament mogol per a apoderar-se de territoris a la part dreta del Jumna i establir-hi un estat propi; van construir fortaleses i annexionar dominis en part de l'imperi, però en part també dels seus veïns rajputs i originaren l'estat de Bharatpur. Els estats rajputs estaven a punt d'enfonsar-se al mateix temps que l'imperi i els conflictes entre els diversos caps sumat al desordre general permetia l'establiment de múltiples sobiranies i encoratjava la construcció de fortaleses contra les bandes de saquejadors, amb tots els símptomes de confusió i caos. El 1803 els marathes ja dominaven tots els estats rajputs excepte els del Shekawati; els estats s'havien declarat feudataris dels Sindhia i els Holkar, i els marathes cobraven impostos i subsidis i van annexionar alguns territoris. Els marathes explotaven el país al màxim i la gent estava exhausta després de 30 anys de guerra continuada.
La derrota dels marathes a mans dels britànics, especialment Sindhia (1803), forçà aquest a abandonar les seves pretensions feudals sobre Rajputana de l'est i nord-est; els britànics van fer tractats d'aliança amb Bharatpur el setembre i amb Alwar el novembre de 1803, abans del final de la Segona Guerra anglomaratha. Al final del 1803 Jaipur i algun altre estat s'aliaren amb els britànics. El 1804 Holkar va avançar cap al cor de Rajputana i intentà ocupar Ajmer atacant el maharaja de Jaipur, aliat britànic; el coronel Monson el va atacar i el va fer fugir cap al sud en direcció a Kotah, però els marathes van contraatacar i van rebutjar els britànics a Agra. Llavors hi entrà en joc lord Lake, que amb diversos combats empenyé Holkar cap a Bharatpur, on va ser acollit pel raja jat que va trencar l'aliança amb els britànics; però Lake no pogué ocupar aquesta ciutat que va resistir un fort setge (1805). Finalment quan Bharatpur fou ocupada el raja signà un nou tractat amb què perdé alguns territoris, mentre Holkar va fugir cap al Sutlej i finalment va haver de signar un tractat de pau en què entre altres coses renunciava a les seves conquistes i drets a Rajputana.

### Període de desordre
Quan la política va forçar a la sortida del govern de lord Wellesley, els sobirans rajputs i els de l'Índia central foren deixats a la seva sort. Així alguns caps militars es van dedicar al saqueig dels estats més dèbils, situació que durà deu anys, en els quals Rajputana fou desolada; les bandes de saquejadors i els pindaris (inicialment soldats marathes d'Holkar desmobilitzats) tenien la regió com a quarter segur al cor mateix dels estats rajputs; els pindaris tenien un exèrcit d'uns trenta mil cavallers i infants, i una força indeterminada d'artilleria; es van apoderar dels millors territoris de l'est i els van governar com a estats de tipus pirata, amb l'única finalitat de saquejar-los per mantenir les tropes. Joshpur i Jaipur van estar a punt de l'extinció pel conflicte entre els dos sobirans per la mà de la princesa Krishna Kumari d'Udaipur i grups marathes i afganesos van entrar-ne al servei d'un o l'altre; la disputa es va acabar amb l'enverinament de la princesa.
El 1811 sir Charles Metcalfe, resident a Delhi, informà de les peticions de sobirans menors rajputs per una intervenció al·legant que volien ser protegits pels britànics; no fou fins al 1817 que Warren Hastings pogué portar a terme una acció important contra els pindaris aniquilant el sistema de depredació i fent acords polítics que havien de prevenir-ne el ressorgiment; Hastings dirigí una força de 120.000 soldats i 300 canons dividida en dues seccions: la Northern Force, amb quatre divisions, sota el seu comandament personal; i la Deccan Force amb 5 divisions, manada per Thomas Hislop i sir John Malcolm. El gener de 1818 els pindaris havien estat expulsats de Malwa i Chamba. Els tres exèrcits es van reunir sota Hastings. Els pindaris donaven una part del seu botí als marathes: al peshwa de Poona, als rages bhonsles de Nagpur, als Holkar de Maheshwar (després d'Indore) i als Sindhia de Gwalior; però tots aquests foren derrotats separadament pels britànics. Sindhia va haver de signar un tractat de pau en què acceptava combatre els pindaris, als quals fins llavors havien protegit. Els altres foren derrotats seguidament. Els mateixos pindaris van presentar poca resistència. Amir Khan Pindari, el principal i més poderós cap, acceptà les condicions ofertes (novembre de 1817) i va esdevenir nawab hereditari de Tonk. El cap Karim Khan es va rendir el 18 de febrer de 1818 i rebé a canvi el petit principat de Gawashpur a les Províncies Cedides i Conquerides (després Províncies del Nord-oest i més endavant Províncies Unides i modernament Uttar Pradesh). La resta de caps es van rendir o foren morts o capturats. Un dels més notables fou Chitu, aliat d'Holkar, que va morir atacat per un tigre quan fugia. Wasil Muhammad fou lliurat per un cap maratha als britànics i va morir captiu a Ghazipur. Les operacions de pacificació al centre de l'Índia foren dirigides per John Malcolm i no van representar cap problema.

### Establiment del protectorat britànic
Els estats rajputs, excepte Alwar, que ja tenia un tractat del 1803 i s'havia mantingut lleial, van anar signant acords: Karauli (novembre de 1817), Kotah (desembre 1817) i la resta durant el 1818, excepte Sirohi, que el va signar el setembre de 1823. El territori d'Ajmer que estava en poder de Sindhia fou cedit als britànics el 1818.
En endavant pocs fets van alterar la normalitat de l'estat. El sobirà de Kotah, Guman, quan estava a punt de morir, cridà a Zalim, un rajput jhala, i li va encarregar la custòdia del seu fill Umed Singh (1771-1819) i la regència del regne (1771). Així Zalim va esdevenir l'autèntic governant de Kotah, al qual va portar a gran prosperitat; va governar més de 50 anys. Zalim destacà per la seva justícia i noblesa. Va fer hàbils negociacions en el període de 1805 a 1817, quan el caos dominava la Rajputana, va introduir una forma regular de govern, un exèrcit format sobre el model europeu i un nou sistema de rendes de la terra, i en general l'estat esdevingué pròsper. El 1817 va posar a Kotah sota protectorat britànic i el tribut pagat als marathes passà als nous protectors; Zalim s'obligà a aportar tropes quan li fos sol·licitat. Un acord complementari el 1818 va donar l'administració de Kotah a Zalim i als seus hereus en successió regular i perpètua, encara que els maharahs de la línia reial continuarien en el càrrec sense poder; la mort d'Umed Singh el 1819 semblava que havia de consolidar la situació, però el successor, Kishor Singh II (1819-1828), va tractar de recuperar la seva autoritat i algunes tropes britàniques van haver d'anar en ajut del regent i el 1821 Kishor fou derrotat i va haver de fugir a Udaipur, on finalment va reconèixer el dret a l'administració dels zalímides i va poder retornar al palau de Kotah. Zalim va morir el 1824 als 84 anys.
El 1825 hi va haver un conflicte successori a Bharatpur a la mort de Baldeo Singh (1823-1825). El seu fill menor, Balwant Singh, el va succeir, i fou acceptat pels britànics, però fou enderrocat i empresonat pel seu cosí Durjan Sal. El resident a Delhi envià forces en suport del legítim hereu, però es van aturar quan es va comprovar que Durjan gaudia del suport del poble i els caps del país. D'altra banda, Durjan es preparava per mantenir el seu dret per la força aliat a altres estats rajputs i marathes; finalment la guerra esclatà i lord Combermere, comandant en cap, va atacar Bharatpur el desembre de 1825 amb 20.000 soldats i abundant artilleria; finalment la ciutat fou ocupada per assalt el 18 de gener de 1826 i Balwant Singh fou restaurat al tron. Durjan fou fet presoner i deportat a Allahabad; es van capturar 133 canons en ús i 2 que no funcionaven, que foren venuts i el seu import distribuït entre l'exèrcit conqueridor; Bharatpur va haver de pagar una indemnització de guerra. Balwant va rebre el títol de maharajà i va quedar sota regència de la seva mare i control de l'agent polític, fins al 1826, quan es descobriren intrigues de la rani: fou eliminada del càrrec i es va formar un consell de regència.
El successor de Zalim a Kotah fou el seu fill Madho Singh, notablement incompetent, i el va seguir el seu fill Madan Singh. Al mateix temps va morir Kishor Singh II i el va succeir el seu nebot Ram Singh II; el 1834 les disputes entre Ram i Madan esclataren amb virulència i Madan fou expulsat: va amenaçar amb una revolta popular i va aconsellar la partició de l'estat, i d'acord amb totes les parts implicades es va crear el nou principat de Jhalawar pels zalímides (1838), format per 17 districtes de Kotah.
Durant la minoria d'edat de Jai Singh III (1819-1835) a Jaipur l'estat fou mal administrat; una revolta a la capital al final del 1820 portà a l'establiment d'un resident britànic. Jai Singh va morir jove sense haver assolir els poders el 6 de febrer de 1835, però ja casat i va deixar, tanmateix, un fill pòstum, Ram Singh II, que va néixer el 27 de setembre de 1835. Amb la por que el mal govern tingués continuïtat, van esclatar seriosos disturbis a la capital i el coronel Alves, l'agent del governador general de la Rajputana, fou ferit, i el seu ajudant Martin Blake va morir; el govern britànic va prendre mesures ràpides; es va formar un consell de regència amb els cinc principals nobles dirigits per l'agent polític que tenia la darrera decisió; l'exèrcit fou reduït i l'administració reformada.
El 1827 els nobles de Jodhpur s'havien revoltat en favor de Donkhal Singh; aquest va envair l'estat de Jaipur i el 1839 la situació era ja tan dolenta que els britànics van decidir intervenir-hi i van ocupar Jodhpur cinc mesos, obligant a certes concessions al maharajà.

## Període contemporani
El 25 de març de 1948 els estats menors de la Rajputana (Banswara, Bundi, Dungarpur, Jhalawar, Kishangarh, Pratabgarh, Shahpura, Tonk i Kotah) van formar la Unió de Rajasthan, ampliada a Mewar (Udaipur) el dia 28, i als grans estats de Jaipur, Jodhpur, Jaisalmer, Bikaner i Sirohi el 30 de març de 1949, formant el Gran Rajasthan, que s'aplegà a la Unió de Matsya (formada per Bharatpur, Dholpur i Karauli) i el 15 de maig de 1949 es va constituir en l'estat de Rajasthan. L'1 de novembre de 1956 hi fou incorporat l'estat d'Ajmer (antiga província d'Ajmer-Merwara), que quedava enclavat dins el Rajasthan.

## Llistes de governants

### Rajpramukhs de la Unió del Rajasthan i Gran Rajasthan
- 25 de març de 1948 - 18 d'abril de 1948: Bhim Singh II (1909 - 1991)
- 18 d'abril de 1948 - 1 d'abril de 1949: Bhopal Singh (1884 - 1955)

### Maharajpramukh del Rajasthan
- 1 d'abril de 1949 - 4 de juliol de 1955: Bhopal Singh (s. a.)

### Governadors
- 1 de novembre de 1956 - 16 d'abril de 1962: Gurumukh Nihal Singh (1895 - 1969)
- 16 d'abril 1962 - 16 d'abril de 1967: Sampurnanand (1891 - 1969)
- 16 d'abril 1967 - 1 de juliol de 1972: Sardar Hukam Singh (1895 - 1983)
- 1 de juliol de 1972 - 15 febrer de 1977: Sardar Jogendra Singh (1903 - 1979)
- 15 febrer de 1977 - 11 maig 1977: Vedpal Tyagi
- 17 maig 1977 - 8 agost 1981: Raghukul Tilak (1900)
- 8 agost 1981 - 6 de març de 1982: K. D. Sharma
- 6 de març de 1982 - 4 de gener de 1985: Om Prakash Mehra (1919)
- 20 de novembre de 1985 - 15 octubre de 1987: Vasantrao Patil (1917 - 1989)
- 20 febrer de 1988 - 3 febrer de 1990: Sukhdev Prasad
- 3 febrer de 1990 - 14 febrer de 1990: Milap Chand Jain (1929)
- 14 febrer de 1990 - 26 agost 1991: Debi Prasad Chattopadhyaya (1933)
- 26 agost 1991 - 5 febrer de 1992: Swarup Singh
- 5 febrer de 1992 - 31 maig 1993: Marri Channa Reddy (1919 - 1996)
- 31 maig 1993 - 30 juny de 1993: Dhanik Lal Mandal (1932)
- 30 juny de 1993 - 1 maig 1998: Bali Ram Bhagat (1922)
- 1 maig 1998 - 24 maig 1998: Darbara Singh (1927 - 1998)
- 25 maig 1998 - 16 de gener de 1999: Navrang Lal Tibrewal (1937)
- 16 de gener de 1999 - 14 maig 2003: Anshuman Singh (1935)
- 14 maig 2003 - 22 setembre 2003: Nirmal Chandra Jain (1928 - 2003)
- 22 setembre 2003 - 14 de gener de 2004: Kailashpati Mishra (1926)
- 14 de gener de 2004 - 1 de novembre de 2004: Madan Lal Khurana (1936)
- 1 de novembre de 2004 - 8 de novembre de 2004: Thanjavelu Rajeshwar (1926)
- 8 de novembre de 2004 - 23 juny de 2007: Pratibha Patil (1934)
- 23 juny de 2007 - 6 setembre 2007: Akhlaqur Rahman Kidwai (1920)
- 6 setembre 2007 - 1 de desembre de 2009: Shilendra Kumar Singh (1932 - 2009)

- 2 de desembre de 2009 - Prabha Rau (1935)

### Ministres en cap
- 25 de març de 1948 - 18 d'abril de 1948: Gokul Lal Asawa INC
- 18 d'abril de 1948 - 7 d'abril de 1949: Manikya Lal Verma (1897 - 1969)
- 7 d'abril de 1949 - 5 de gener de 1951: Hiralal Shastri (1899 - 1974)
- 6 de gener de 1951 - 26 d'abril de 1951: Cadambi Seshachar Venkatachari (interí, 1899 - ....)
- 26 d'abril de 1951 - 3 de març de 1952: Jai Narayan Vyas (1899 - 1963)
- 3 de març de 1952 - 1 de novembre de 1952: Tikaram Palliwal (1907)
- 1 de novembre de 1952 - 13 de novembre de 1954: Jai Narayan Vyas (segon cop)
- 13 de novembre de 1954 - 13 de març de 1967: Mohan Lal Sukhadia (1916 - 1982)
- 13 de març de 1967 - 26 d'abril de 1967: regla del president
- 26 d'abril de 1967 - 9 de juliol de 1971: Mohan Lal Sukhadia (segon cop)
- 9 de juliol de 1971 - 11 octubre de 1973: Barkatullah Khan (1920 - 1973)
- 11 octubre de 1973 - 23 octubre de 1973: regla del president
- 23 octubre de 1973 - 22 juny de 1977: Harideo Joshi (1921 - 1995)
- 22 juny de 1977 - 16 febrer de 1980: Bhairon Singh Shekhawat (1923)
- 16 febrer de 1980 - 6 juny de 1980: regla del president
- 6 juny de 1980 - 14 de juliol de 1981: Jagannath Pahadia (1932)
- 14 de juliol de 1981 - 23 febrer de 1985: Shiv Charan Mathur (1926 - 2009)
- 23 febrer de 1985 - 10 de març de 1985: Heera Lal Devpura (1925 - 2004)
- 10 de març de 1985 - 20 de gener de 1988: Harideo Joshi (segon cop)
- 20 de gener de 1988 - 4 de desembre de 1989: Shiv Charan Mathur (segon cop)
- 4 de desembre de 1989 - 4 de març de 1990: Harideo Joshi (tercer cop)
- 4 de març de 1990 - 15 de desembre de 1992: Bhairon Singh Shekhawat (segon cop)
- 15 de desembre de 1992 - 4 de desembre de 1993: regla del president
- 4 de desembre de 1993 - 1 de desembre de 1998: Bhairon Singh Shekhawat (tercer cop)
- 1 de desembre de 1998 - 8 de desembre de 2003: Ashok Gehlot (1951)
- 8 de desembre de 2003 - 13 de desembre de 2008: Vasundhara Raje (1953)
- 13 de desembre de 2008: Ashok Gehlot (segon cop)